# Acacia rynchocarpa
Acacia rynchocarpa é uma espécie de leguminosa do gênero Acacia, pertencente à família Fabaceae.